# Park Mi-ra
Park Mi-ra (kor. 박미라; * 20. April 1987 in Daegu, Südkorea) ist eine ehemalige südkoreanische Handballspielerin, die für die südkoreanische Nationalmannschaft auflief.

## Karriere

### Im Verein
Park Mi-ra spielte zwischen 2006 und 2023 für die südkoreanische Mannschaft Samcheok City Hall. In diesem Zeitraum gewann sie mit ihrer Mannschaft in den Jahren 2009, 2010, 2013, 2022 und 2023 die südkoreanische Meisterschaft. Im Jahr 2012 hielt sie knapp 45 % der gegnerischen Würfe und wurde daraufhin als erste Torhüterin der koreanischen Liga zum MVP gekürt. Während ihrer Vereinskarriere parierte die Torhüterin über 2500 gegnerische Torwürfe.

### In Auswahlmannschaften
Park Mi-ra gewann mit der südkoreanischen Nationalmannschaft die Goldmedaille bei den Asienspielen 2014 in Incheon, die Goldmedaille bei der Asienmeisterschaft 2015 in Jakarta und die Goldmedaille bei den Asienspielen 2018 in Jakarta. Mit der südkoreanischen Auswahl belegte sie den zehnten Platz bei den Olympischen Spielen 2016 in Rio de Janeiro.